# Birgit Lindvall
Thyra Birgit Lindvall, född 21 mars 1917 i Hörröd, Kristianstads län, död 1 februari 1972 i Höör, var en svensk konstnär.
Hon var dotter till köpmannen Ernst Nilsson och Bengta Möller och från 1938 gift med Claes Lindvall. Hon studerade teckning och skulptur för Harald Isenstein 1946 och målning vid Skånska målarskolan 1951 samt för Åke Pernby vid Otte Skölds målarskola i Stockholm 1954 och på Académie Ranson i Paris 1955 samt glasmosaikkonst i Ravenna. Lindvall företog ett flertal studieresor till Tyskland, Frankrike, England och Sydeuropa samt Nordafrika 1936–1955. Tillsammans med Einar Lindberg och Lennart Lindberg ställde hon ut i Helsingborg 1954 och hon medverkade i Helsingborgs konstförenings utställningar på Vikingsberg. Hennes konst består av stadsbilder och landskap från Spanien och Frankrike i en ljus kolorit målat målade i olja samt mosaikarbeten. Hon signerade sina verk med L-vall. Makarna Lindvall är begravda på Hörröds kyrkogård.  